# Arquitetura de Mianmar
A arquitetura de Mianmar (anteriormente conhecida como Birmânia), no Sudeste Asiático, inclui estilos arquitetónicos que refletem a influência das nações vizinhas e ocidentais e modernização. Os edifícios mais proeminentes do país incluem edifícios budistas pagodes, estupas e templos, edifícios coloniais britânicos e renovações e estruturas modernas. A arquitetura tradicional de Mianmar é usada principalmente para adoração, peregrinação, armazenamento de relíquias budistas, ativismo político e turismo.

## História

### PeríodoPyu
Grande parte da arquitetura de Mianmar está ligada à antiga Arquitetura indiana e pode ser atribuída aos primeiros habitantes conhecidos do país. Durante o período Pyu, foram construídas stupas cilíndricas com quatro arcadas — geralmente com um hti (guarda-chuva) no topo. O Mon e o povo Pyu foram os dois primeiros grupos influentes a migrar para Mianmar, e os primeiros Indo-Chinês adeptos do Budismo Theravada. Beikthano, um dos primeiros centros Pyu, contém fundações urbanísticas que incluem um mosteiro e estruturas semelhantes a stupa. Essas estupas Pyu, as primeiras fundações indianas em Mianmar, foram construídas de 200 a.C. a 100 d.C. e às vezes eram usadas para sepultamentos. As primeiras estupas, templos e pagodes são cobertos com htis e remates ou torres simbolizando a transcendência budista Theravada.

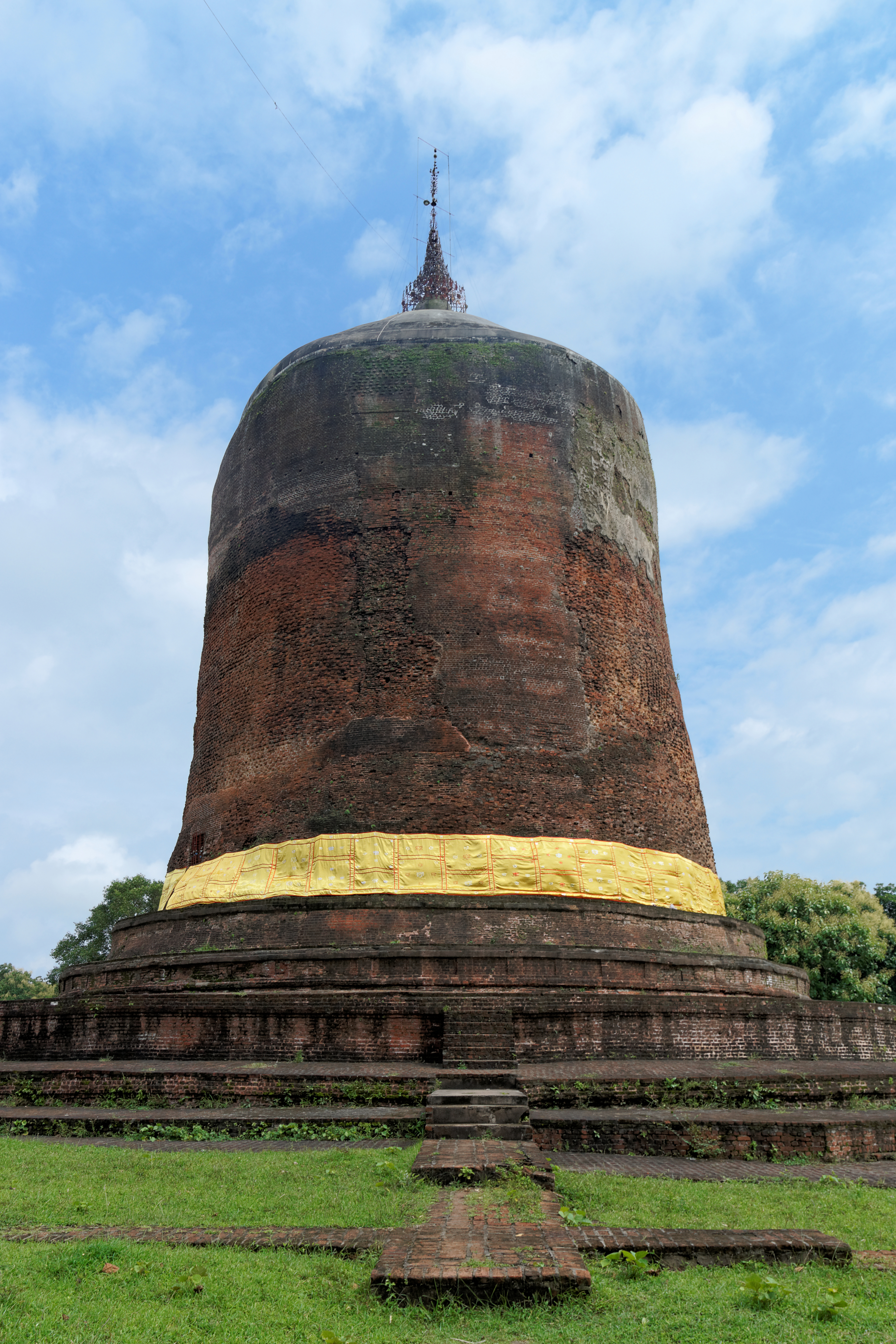
Pagode Bawbawgyi em Sri Ksetra
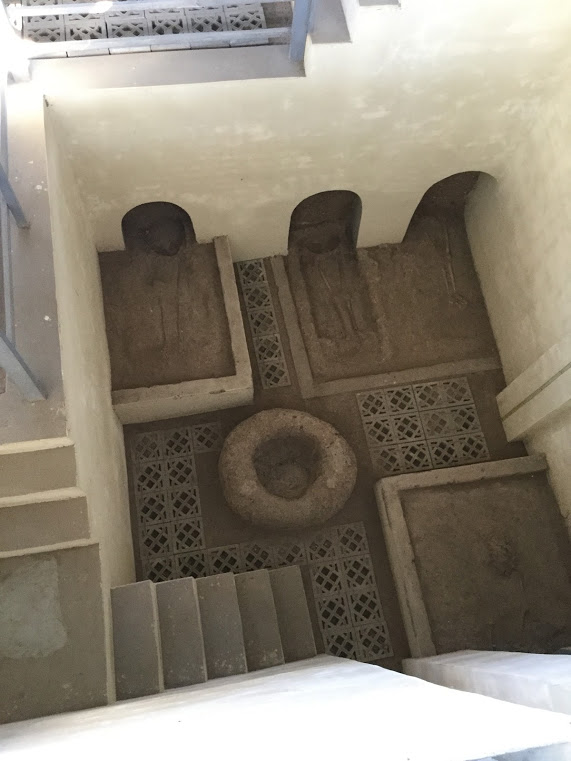
Complexo escavado em Hanlin